# فی جانلونگ
فی جانلونگ (به انگلیسی: Fei Junlong) فضانورد اهل کشور چین است که در ۵ مهٔ ۱۹۶۵ میلادی در سوژو, جیانگسو زاده شد. وی در مأموریت شنژو ۶ حضور داشته است.